# オリヴェル・アントマン
オリヴェル・アントマン（Oliver Antman, 2001年8月15日 - ）は、フィンランド・ヴァンター出身のプロサッカー選手。フィンランド代表。ゴー・アヘッド・イーグルス所属。ポジションはミッドフィールダー、フォワード。

## 経歴

### クラブ
2018年の冬にTiPSからグニスタンへと移った。グニスタンではカッコネンで7試合に出場し、2018年6月20日のヴァーヤコスキ戦ではゴールを記録した。
9月27日、デンマークのノアシェランへの移籍が発表された。グニスタンから海外のクラブへの移籍はこれが初である。この移籍は、夏の移籍市場の最終日に成立した。移籍に先立ってノアシェランでのトライアルに参加しており、5月にはリザーヴチームの試合に出場し、ゴールも挙げていた。
2019年2月16日、デンマーク・スーペルリーガのホブロ戦で初めてトップチームのメンバーに登録され、ベンチ入りした。3月30日、新監督に就任したフレミング・ペデルセンが初めて指揮を執った試合で87分からモハメド・クドゥスとの交代で途中出場し、ノアシェランでの公式戦デビュー。
2019年2月、当時監督を務めていたカスパー・ヒュルマンドは、アントマンがノアシェランへの入団を選ぶ前に、多くのビッグクラブからの接触があったことを明かした。8月20日、2024年6月までの契約延長に合意。2年後の2022年9月6日には、2025年6月までの新たな契約を交わした。
2023年1月31日、冬の移籍市場最終日にオランダのフローニンゲンに期限つき移籍。リーグ第20節のトゥウェンテ戦に65分から交代で初出場すると、4分後に同点に追いつくエールディヴィジ初ゴールを記録した。
2024年8月13日、3年（+1年のオプション）契約でゴー・アヘッド・イーグルスに完全移籍。

### 代表
2018年以降、フィンランドの各世代別代表に名を連ねた。
2022年9月26日、UEFAネイションズリーグのモンテネグロ戦でA代表デビュー。このデビュー戦で初ゴールも記録した。

## 個人成績

### クラブ
| 国内大会個人成績 | 国内大会個人成績 | 国内大会個人成績 | 国内大会個人成績 | 国内大会個人成績 | 国内大会個人成績 | 国内大会個人成績 | 国内大会個人成績 | 国内大会個人成績 | 国内大会個人成績 | 国内大会個人成績 | 国内大会個人成績 |
| 年度             | クラブ           | 背番号           | リーグ           | リーグ戦         | リーグ戦         | リーグ杯         | リーグ杯         | オープン杯       | オープン杯       | 期間通算         | 期間通算         |
| 年度             | クラブ           | 背番号           | リーグ           | 出場             | 得点             | 出場             | 得点             | 出場             | 得点             | 出場             | 得点             |
| フィンランド     | フィンランド     | フィンランド     | フィンランド     | リーグ戦         | リーグ戦         | リーグ杯         | リーグ杯         | オープン杯       | オープン杯       | 期間通算         | 期間通算         |
| ---------------- | ---------------- | ---------------- | ---------------- | ---------------- | ---------------- | ---------------- | ---------------- | ---------------- | ---------------- | ---------------- | ---------------- |
| 2018             | グニスタン       |                  | カッコネン       | 7                | 1                | 0                | 0                | 0                | 0                | 7                | 1                |
| デンマーク       | デンマーク       | デンマーク       | デンマーク       | リーグ戦         | リーグ戦         | リーグ杯         | リーグ杯         | オープン杯       | オープン杯       | 期間通算         | 期間通算         |
| 2018-19          | ノアシェラン     | 42               | スーペルリーガ   | 5                | 0                | -                | -                | 0                | 0                | 5                | 0                |
| 2019-20          | ノアシェラン     | 42               | スーペルリーガ   | 5                | 1                | -                | -                | 1                | 0                | 6                | 1                |
| 2020-21          | ノアシェラン     | 42               | スーペルリーガ   | 19               | 1                | -                | -                | 2                | 1                | 21               | 2                |
| 2021-22          | ノアシェラン     | 22               | スーペルリーガ   | 26               | 5                | -                | -                | 2                | 1                | 28               | 6                |
| 2022-23          | ノアシェラン     | 22               | スーペルリーガ   | 16               | 2                | -                | -                | 3                | 1                | 19               | 3                |
| オランダ         | オランダ         | オランダ         | オランダ         | リーグ戦         | リーグ戦         | リーグ杯         | リーグ杯         | KNVBカップ       | KNVBカップ       | 期間通算         | 期間通算         |
| 2022-23          | フローニンゲン   | 21               | エールディヴィジ | 11               | 2                | -                | -                | -                | -                | 11               | 2                |
| デンマーク       | デンマーク       | デンマーク       | デンマーク       | リーグ戦         | リーグ戦         | リーグ杯         | リーグ杯         | オープン杯       | オープン杯       | 期間通算         | 期間通算         |
| 2023-24          | ノアシェラン     | 22               | スーペルリーガ   | 22               | 3                | -                | -                | 2                | 0                | 24               | 3                |
| 2024-25          | ノアシェラン     | 22               | スーペルリーガ   | 3                | 1                | -                | -                | -                | -                | 3                | 1                |
| オランダ         | オランダ         | オランダ         | オランダ         | リーグ戦         | リーグ戦         | リーグ杯         | リーグ杯         | KNVBカップ       | KNVBカップ       | 期間通算         | 期間通算         |
| 2024-25          | イーグルス       | 19               | エールディヴィジ |                  |                  | -                | -                |                  |                  |                  |                  |
| 通算             | フィンランド     | フィンランド     | カッコネン       | 7                | 1                | 0                | 0                | 0                | 0                | 7                | 1                |
| 通算             | デンマーク       | デンマーク       | スーペルリーガ   | 96               | 13               | -                | -                | 10               | 3                | 106              | 16               |
| 通算             | オランダ         | オランダ         | エールディヴィジ | 11               | 2                | -                | -                | 0                | 0                | 11               | 2                |
| 総通算           | 総通算           | 総通算           | 総通算           | 114              | 16               | 0                | 0                | 8                | 3                | 124              | 19               |

### 代表
| フィンランド代表 | 国際Aマッチ | 国際Aマッチ |
| 年               | 出場        | 得点        |
| ---------------- | ----------- | ----------- |
| 2022             | 3           | 2           |
| 2023             | 5           | 3           |
| 2024             | 4           | 1           |
| 通算             | 12          | 6           |

#### ゴール
| #  | 年月日         | 開催地                                              | 対戦国       | 勝敗 | 試合概要                               |
| -- | -------------- | --------------------------------------------------- | ------------ | ---- | -------------------------------------- |
| 1. | 2022年9月27日  | スタディオン・ポド・ゴリツォム（ モンテネグロ）     | モンテネグロ | ○2-0 | UEFAネーションズリーグ2022-23・リーグB |
| 2. | 2022年11月17日 | トシェ・プロエスキ・アレナ（ 北マケドニア）         | 北マケドニア | △1-1 | 親善試合                               |
| 3. | 2023年3月23日  | パルケン・スタディオン（ デンマーク）               | デンマーク   | ●1-3 | UEFA EURO 2024予選・グループH          |
| 4. | 2023年6月16日  | ヘルシンキ・オリンピックスタジアム（ フィンランド） | スロベニア   | ○2-0 | UEFA EURO 2024予選・グループH          |